# 阿夫里迪
阿夫里迪 （普什圖語：‎  ）是位於巴基斯坦开伯尔-普什图省联邦直辖部落地区萨菲德山脉的一個普什图人部落。阿夫里迪信仰伊斯兰教逊尼派。